# Liste der Bischöfe von Troyes
Die folgenden Personen waren Bischöfe des Bistums Troyes (Frankreich):
- um 340: Heiliger Amateur
- 346–347: Optatius
- Léon Heraclius
- Heiliger Melaine
- Aurelius
- 426: Heiliger Ursus
- 426–478: Heiliger Loup I.
- 511–525: Heiliger Camelianus
- 533–541: Heiliger Vincent
- 549: Ambrosius
- 573–582: Gallomagne
- 585–586: Agrecius
- Loup II.
- um 631: Evode
- Modégisil
- Ragnégisil
- Heiliger Leucoin
- Heiliger Nicolas de Matthieu
- Bertoald
- 666–673: Abbon
- 675–678: Waimer
- Vulfred
- Ragembert
- Aldebert
- Gaucher
- Ardouin
- um 722: Censard
- 766: Heiliger Bobin
- Amingus
- um 787: Adelgaire
- Bertulf
- um 829–936: Elie
- 837–845: Adalbert
- 842/846–861: Heiliger Prudentius
- 866?–869: Foucher
- um 880: Ottulf
- um 890: Bodon
- um 895: Riveus
- um 910: Otbert
- nach 914–um 970: Ansegis (Erzkanzler)
- 971: Walon
- Ayric
- 980–982: Milon I.
- Manassès I., † 991 (Haus Montdidier)
- Renaud I.
- Fromond I.
- 1034–1049: Mainard
- 1050: Fromond II.
- 1075: Hugo I.
- Gauthier
- 1075–1082: Hugo II. de Moeslain (Haus Dampierre)
- 1083–1121: Milon II.
- 1121–1122: Renaud II. (Haus Montlhéry)
- 1122–1145: Atton (oder Hatton)
- 1145–1169: Heinrich I. (Spanheimer, s. Engelbert (Kärnten))
- 1169–1180: Matthieu
- 1181–1190: Manassé II.
- 1190–1193: Barthélémy
- 1193–1205: Garnier de Traînel
- 1207–1223: Hervée
- 1223–1233: Robert
- 1233–1269: Nicolas
- 1269–1298: Jean I. (Jean de Nanteuil)
- 1299–1314: Guichard
- 1314–1317: Jean II. d'Auxois
- 1317–1324: Guillaume I.
- 1324–1326: Jean III.
- 1326–1341: Jean IV.
- 1342–1353: Jean V.
- 1354–1370: Henri II. de Poitiers (Haus Poitiers-Valentinois)
- 1370–1375: Jean VI.
- 1375–1377: Pierre I.
- 1377–1395: Pierre II. d'Arcis
- 1395–1426: Etienne de Givry
- 1426–1450: Jean VII.
- 1450–1483: Louis I.
- 1483–1518: Jacques Raguier
- 1519–1527: Guillaume II.
- 1528–1544: Odard Hennequin
- 1545–1550: Louis I. de Lorraine-Guise
- 1551–1561: Antoine Caracciolo, Sohn von Giovanni Caracciolo, Marschall von Frankreich
- 1562–1593: Claude-Charles-Roger de Bauffremont (Haus Bauffremont)
- 1594–1604: René Benoit
- 1604–1641: René (de) Breslay
- 1641–1678: François Mallier du Houssay
- 1678–1697: François I. Bouthillier de Chavigny
- 1697–1716: Denis-François II. Bouthillier de Chavigny (auch Erzbischof von Sens)
- 1716–1742: Jacques-Bénigne Bossuet
- 1742–1758: Mathias Poncet de la Rivière
- 1758–1761: Jean-Baptiste Champion de Cicé
- 1761–1790: Louis Claude-Mathias-Joseph de Barral (danach Erzbischof von Tours)
- 1791–1793: Augustin Sibille
- 11. April–21. September 1802: Marc-Antoine de Noé
- 1802–1807: Louis-Apolinaire de la Tour du Pin-Montauban
- 1809–1825: Etienne-Marie de Boulogne
- 1825–1843: Jacques-Louis-David de Seguin des Hons
- 1843–1848: Jean-Marie-Mathias Debelay (auch Erzbischof von Avignon)
- 1848–1860: Pierre-Louis Cœur
- 1860–1875: Emmanuel-Jules Ravinet
- 1875–1898: Pierre-Louis-Marie Cortet
- 1898–1907: Gustave-Adolphe de Pélacot (auch Erzbischof von Chambéry)
- 1907–1927: Laurent-Marie-Etienne Monnier
- 1927–1932: Maurice Feltin (dann Erzbischof von Sens, Bordeaux, Paris und Kardinal)
- 1933–1938: Joseph-Jean Heintz
- 1938–1943: Joseph-Charles Lefèbvre (dann Erzbischof von Bourges und Kardinal)
- 1943–1967: Julien Le Couëdic
- 1967–1992: André Pierre Louis Marie Fauchet
- 1992–1998: Gérard Antoine Daucourt
- 1999–2020: Marc Camille Michel Stenger
- seit 2021: Alexandre Joly